# Royal St. John's Regatta
De Royal St. John's Regatta is een roeiwedstrijd die jaarlijks plaatsvindt in St. John's, de hoofdstad van de Canadese provincie Newfoundland en Labrador. De wedstrijd wordt minstens vanaf 1816 jaarlijks georganiseerd en is daarmee de oudste nog bestaande sportcompetitie in Noord-Amerika.
De regatta vindt plaats op de eerste woensdag van augustus op Quidi Vidi Lake. Dat is een 1,6 km lang en 300 m breed meer dat gelegen is tussen Downtown St. John's en de noordoostelijke stadswijk Quidi Vidi. De wedstrijd gaat gepaard met een volksfeest met honderden entertainment-, voedings- en drankstanden langs de oevers van het meer en trekt jaarlijks tot 50.000 bezoekers.

## Geschiedenis
De eerste regatta vond plaats in het jaar 1816. Oorspronkelijk betrof het een roeiwedstrijd op Quidi Vidi Lake en een zeilwedstrijd in de haven van St. John's, maar enkel het roeigedeelte werd doorheen de jaren behouden.
In 1818 werd de race gehouden op 22 september om alzo samen te vallen met het 47-jarig jubileum van de kroning van Koning George III van het Verenigd Koninkrijk. Het Royal St. John's Regatta Committee beschouwt 1818 daarom als hun officiële oprichtingsjaar, te meer omdat de band tussen de race en de Canadese Kroon steeds belangrijk gebleven is. De wedstrijd werd onder andere bijgewoond door Prins Albert Edward (de latere Edward VII) in 1860 en door Koningin Elizabeth II in 1978. Sinds 1993 draagt de wedstrijd officieel een koninklijke titel.
In 1856 maakte voor het eerst een vrouwenrace deel uit van de regatta, al werd dit erna niet meer herhaald. Vanaf 1949 namen er wel jaarlijks onafgebroken vrouwen deel aan de regatta, zij het als deel van gemengde ploegen. Vanaf 1978 is er zowel een officiële mannen- als vrouwenwedstrijd. 
De wedstrijd werd in zijn geschiedenis achtmaal afgelast, met name in 1874 (regen), 1892 (Grote brand van St. John's), 1915–1918 (Eerste Wereldoorlog), 1940 (Tweede Wereldoorlog) en 2020 (coronapandemie).

## Wedstrijd

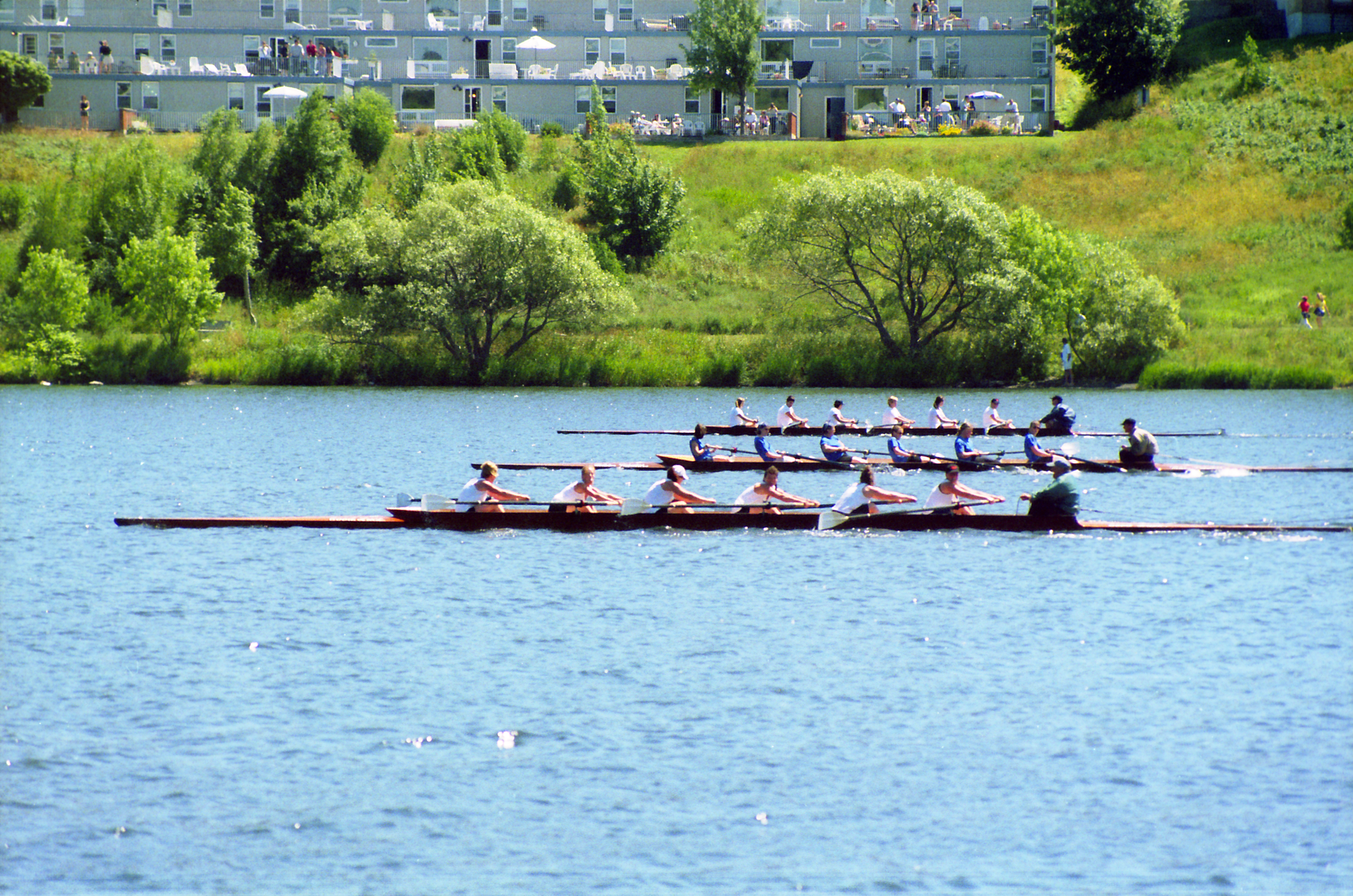
Drie vrouwenploegen racen vrijwel nek-aan-nek tijdens de regatta van 2000. Het geslacht van de zevende man, de coxswain of stuurman, is niet van belang

De deelnemers hebben allemaal identieke roeiboten die eigendom zijn van het Royal St. John's Regatta Committee. De boten hebben zes niet-verschuifbare zitplaatsen voor roeiers en één voor de coxswain (stuurman). Mannenploegen leggen een parcours van 2.450 m af, voor vrouwenploegen is er een parcours van 1.225 m. Halverwege de af te leggen afstand ligt een boei waarrond de ploegen moeten roeien, waardoor de startplaats ook de aankomstplaats is – een zeldzaamheid bij roeiwedstrijden.
De dag is gevuld met meerdere wedstrijden daar er wedstrijden georganiseerd worden naar leeftijdscategorie. De minimumleeftijd om te mogen deelnemen is 10 jaar.
| Categorie    | Leeftijd                     |
| ------------ | ---------------------------- |
| Squirt       | 10- tot 13-jarigen           |
| Midget       | eenieder jonger dan 16 jaar  |
| Juvenile     | eenieder jonger dan 18 jaar  |
| Intermediate | eenieder jonger dan 21 jaar  |
| Senior       | 21- tot 45-jarige mannen     |
| Senior       | 21- tot 40-jarige vrouwen    |
| Masters      | Mannen van minstens 46 jaar  |
| Masters      | Vrouwen van minstens 41 jaar |

De volwassenenploegen die deelnemen zijn behalve vriendengroepen erg vaak collega's die onder de naam van hun werkgever varen (die dan meestal tegelijk de ploegsponsor is).

## Regatta Day
De regatta vindt normaliter steeds plaats op de eerste woensdag van de maand augustus. Deze dag – Regatta Day – is voor de inwoners van St. John's een wettelijke feestdag. Civic Holiday, een Canadese wettelijke feestdag die op de eerste maandag van augustus valt, wordt hierdoor in de stad niet waargenomen. Die woensdag valt daarenboven op de dag net na het George Street Festival, een jaarlijks zesdaags volksfeest gecentreerd rond diezelfde bekende straat.
Indien het weer op Regatta Day ongeschikt is, bijvoorbeeld door storm, hevige wind of mist, wordt de wedstrijd de eerstvolgende dag met geschikte weersomstandigheden georganiseerd. Uitstel van de regatta betekent ook uitstel van de wettelijke feestdag. Dat maakt van Regatta Day een van de enige wettelijke feestdagen in de wereld die volledig van het weer afhankelijk is.
In St. John's is daarom de term regatta roulette goed ingeburgerd. Dit verwijst naar het nachtelijke feesten op de laatste dag van het George Street Festival. Indien op het laatste moment beslist wordt dat het weer voor de regatta te slecht is, moet er immers de dag na die feestnacht alsnog gewerkt worden.